# Hylaeus blanchae
Hylaeus blanchae är en biart som beskrevs av Rayment 1953. Hylaeus blanchae ingår i släktet citronbin, och familjen korttungebin. Inga underarter finns listade i Catalogue of Life.